# Listwianka (rejon tisulski)
Listwianka (ros. Листвянка) – wieś (dieriewnia) w Rosji, w obwodzie kemerowskim, w rejonie tisulskim. W 2010 liczyła 535 mieszkańców.